# Райнино
Райнино е село в Североизточна България. То се намира в община Исперих, област Разград.

## История
До 1942 година името на селото е Кьосе абди.

## Обществени институции
- Селото има кметство
- Училището в селото е закрито
- В селото има медицински кабинет

### Кметове
- Христо Байков
- Стоимен Стоименов
- Велико Петров
- Ислям Хюсеинов

## Културни и природни забележителности
- На север от селото е разположена Райнинската гора, която граничи със защитената зона „Ири-хисар“.

## Редовни събития
- Ежегодният събор се провеждаше на 27 октомври. Сега - в последната събота на октомври.

## Личности
- Йордан Иванов Йорданов – участник във Втората световна война, кмет на селото от 1950 до 1952 г. и от 1962 до пенсионирането си през 1980 г.
- Никола Лазаров Воденичаров – участник във Втората световна война.
- Димитър Радев Иванов – участник във Втората световна война, награден с няколко медала, един от които е железен войнишки кръст.